# Bomejki
Bomejki (biał. Бамэйкі, Bamejki; ros. Бомейки, Bomiejki) – część chutoru Lipołaty na Białorusi, w obwodzie witebskim, w rejonie brasławskim, w sielsowiecie Widze.

## Historia
W czasach zaborów ówczesna wieś leżała w granicach Imperium Rosyjskiego.
W latach 1921–1945 wieś leżała w Polsce, w województwie nowogródzkim (od 1926 w województwie wileńskim), w powiecie brasławskim, w gminie Widze.
Według Powszechnego Spisu Ludności z 1921 roku zamieszkiwały tu 64 osoby, wszystkie były wyznania rzymskokatolickiego i zadeklarowały polską przynależność. Było tu 13 budynków mieszkalnych. W 1931 w 13 domach zamieszkiwało 69 osób.
Miejscowość należała do parafii rzymskokatolickiej w Widzach. Podlegała pod Sąd Grodzki w Opsie i Okręgowy w Wilnie; właściwy urząd pocztowy mieścił się w Widzach.
W okresie radzieckim Bomejki były odrębnym chutorem i podlegały pod kołchoz „Kamunist”.